# Фелипе Балој
Фелипе Балој (шп. Felipe Baloy; Панама сити, 24. фебруар 1981) панамски је фудбалер. Балој је стрелац првог и историјског гола за Панаму на Светским првенствима, а дао га је Енглезима у Русији 2018. године.

## Каријера
Балој игра на позицији одбрамбеног играча, али често се прикључи нападу, поготово код извођења слободних удараца.
Дебитовао је 1999. године за тим Евро Кикерс, наступајући у 23 првенствене утакмице. Након тога, од 2000. до 2005. године, играо је у клубовима Спортинг Сан-Михелито, Енвихадо, Индепендијенте Медељин, Гремио и Атлетико Паранаинсе.
Од 2005. године је био првотимац Монтереја. Играо је за екипу из Монтереја наредних пет сезона његове каријере.
Током периода 2010-2015. бранио је боје мексичких клубова Сантос Лагуна и Монаракас. Године 2015. је био на позајмици у Атласу из Гвадалахаре. Играо је на 19 утакмица и постигао два гола.
Од 2016. године, члан је колумбијског клуба Рионегро Агилис.

## Репрезентација
У 2001. години дебитовао је на званичним утакмицама за сениорску репрезентацију Панаме.
Панама је успела први пут да избори директан пласман на Светско првенство 2018, победом над Костариком од 2:1.
На Светском првенству 2018. године, Панама је убедљиво поражена са 1:6 у другом колу против Енглеске. Балој је постигао једини гол за свој тим, што је уједно први гол у историји за Панаму на Светским првенствима.

### Голови за репрезентацију
Голови Балоја у дресу са државним грбом
| #  | Датум              | Место          | Противник | Гол | Резултат | Такмичење                                |
| -- | ------------------ | -------------- | --------- | --- | -------- | ---------------------------------------- |
| 1. | 17. новембар 2004. | Панама         | Салвадор  | 2:0 | 3:0      | Квалификације за Светско првенство 2006. |
| 2. | 16. фебруар 2007.  | Сан Салвадор   | Гватемала | 2:0 | 2:0      | Централноамерички куп 2017.              |
| 3. | 29. март 2016.     | Панама         | Хаити     | 1:0 | 1:0      | Квалификације за Светско првенство 2018. |
| 4. | 24. јун 2018.      | Нижњи Новгород | Енглеска  | 1:6 | 1:6      | Светско првенство 2018.                  |